# Загребское землетрясение
Загребское землетрясение (также известное как Великое загребское землетрясение) — землетрясение, которое произошло в Загребе 9 ноября 1880 года.
Сила землетрясения составила 6.3 по шкале Рихтера. Его эпицентром была Медведница — гора к северу от Загреба. Один человек погиб, были разрушены или повреждены многие здания.
По данным метеорологической станции Загреба, землетрясение началось в 7:33 утра, после чего следовала серия подземных толчков меньшей интенсивности. Тогдашние записи свидетельствуют, что на загребском железнодорожном вокзале были проданы 3 800 проездных билетов в течение первых 24-х часов после начала землетрясения. Многие местные жители пытались покинуть город, направляясь в Вену, Любляну, Грац и другие города Австро-Венгрии.
Городские власти создали комиссию для оценки ущерба. Как указано в официальных докладах комиссии, в целом пострадали 1758 домов (не считая церквей и государственных зданий), из которых 485 были сильно повреждены.
Больше всего был поврежден Загребский собор, который впоследствии подвергся тщательной реконструкции, которая длилась на протяжении 26 лет. Руководил реставрационными работами Герман Болле. Реконструкция собора была окончательна завершена в 1906 году.